# Super Qix
Super Qix (スーパクイックス?, Sūpā Kuikkusu), conosciuto anche come Castle Qix, è un videogioco arcade seguito di Qix, sviluppato da Kaneko e pubblicato dalla Taito nel 1987. È il primo della serie di Qix a essere prodotto da una compagnia giapponese (precedentemente era realizzato da Taito of America, la divisione statunitense della casa madre), e inoltre ne abbandona l'atmosfera astratta mostrando elementi grafici più riconoscibili.
Rimasto esclusivo nel formato cabinato da sala, non è mai stato convertito su altre piattaforme, tuttavia nel 2005 venne incluso nella raccolta Taito Legends per PC, PlayStation 2 e Xbox.

## Modalità di gioco
L'obiettivo di Super Qix è fare apparire l'immagine che si cela dietro lo sfondo dell'area di gioco, e a questo scopo occorre tracciare sotto-aree chiuse tramite un cursore quadrato lampeggiante; ogni volta che le si creano vi appare dentro la relativa porzione in bianco e nero. Si passa ad un livello successivo alle due seguenti condizioni:
1. Coprire almeno il 75% dell'area, ottenendo 1000 punti per ogni punto percentuale che gli sta sopra e per ogni lettera presente nella targhetta (posta sopra l'area).
2. Scovare e raccogliere tutte le lettere che compongono il nome dell'immagine, con cui si riceve un premio bonus di 10000 punti.

Per raggiungere percentuali maggiori del 75% bisogna circondare necessariamente in un sol colpo quanto più spazio possibile dell'area rimasta ancora libera, finché si sta sotto la precisa percentuale; l'occupazione con tale metodo può generare quindi un massimo 99% - 75%, cioè 24000 punti di bonus. A partire dal terzo livello, se si totalizza il 98% viene regalato un credito.
Il cursore si può muovere in orizzontale ed in verticale (ma non in diagonale) in assoluta libertà, per cui le aree create possono avere qualunque forma, posizione e dimensione. È anche possibile cancellare la linea tornando gradualmente sui propri passi: quando viene tracciata diventa gialla, invece una volta chiusa azzurra.
Un livello completato determina la cancellazione delle linee, per mostrare l'immagine nella sua interezza, colorata e animata. Se viene superato nel primo modo, le linee vengono cancellate da un personaggio che attraversa lo schermo in alto da destra verso sinistra (ne compare uno tra almeno otto diversi). Nell'altra eventualità vengono rimosse da un rettangolo verticale che nasce al centro dell'area e si ingrandisce fino a liberarla del tutto.

### Nemici
A ostacolare il cursore quadrato lampeggiante, con il rischio di perdere una vita nel contatto, sono tre elementi:
- Gremlin verde - All'interno dell'area libera può moltiplicarsi multidirezionalmente in linea retta e può anche cambiare dimensione. A partire dal secondo livello aumenta la propria velocità e può diventare così piccolo da occupare appena un quadrato di quattro pixel, avendo anche modo di sdoppiarsi.
- Teschi rossi - Sono generati a coppie e ad intervalli di cinquanta secondi, e si muovono lungo il perimetro della porzione di area ancora libera, uno in senso orario, l'altro in quello antiorario. Ogni volta che il cursore perde una vita la produzione dei teschi ricomincia da zero.
- Fiamma - Inizia a incendiare la linea tracciata dal cursore ogni volta che esso effettua qualche sosta prolungata ed esita a chiudere l'area.

Anche se Super Qix non ha a disposizione un timer, tutti i nemici fanno sì che il giocatore non abbia alcuna possibilità di lasciare il cursore fermo per un tempo illimitato senza che gli succeda niente. Inoltre la presenza del gremlin impedisce di coprire l'area al 100%: anche qualora si riuscisse a circondarlo stretto stretto mentre occupa solo un quadrato di quattro pixel, rimane sempre scoperto quel piccolo spazio occupato, e visto che il gioco non considera i decimali, la massima percentuale raggiungibile è del 99%.
Nei primi due livelli vengono prodotti al massimo sei teschi, mentre dal terzo in poi la produzione è illimitata e inoltre, quando diventano dieci, al loro interno si accende un puntino giallo e diventano capaci di seguire la linea gialla se il cursore ne sta tracciando una, e se lo raggiungono gli fanno perdere una vita. Per salvarsi il cursore deve fare in tempo a chiudere l'area, visto che in seguito alla chiusura i teschi fanno marcia indietro. Dal quinto livello in poi c'è un sensibile aumento della difficoltà perché quando il cursore acquista velocità diventa più veloce anche la generazione dei teschi e il loro percorrere il perimetro, che quindi diventa sempre più affollato.

### Oggetti
La creazione delle sotto-aree, oltre che a fare apparire quanto riportato sopra, può generare delle lettere (gialle) o dei cuoricini, che iniziano a muoversi così come i teschi lungo il perimetro della porzione di area ancora libera. Se esse fanno parte del nome dell'immagine (e quindi della targhetta) e il cursore riesce a raggiungerle e toccarle, esse vanno a posizionarsi nella targhetta stessa; si ottengono 500 punti quando invece non ne facciano parte. Se poi a comparire e venir toccati sono dei cuoricini, si possono verificare quattro casi diversi:
- Nero con contorno giallo e lettera rossa H al suo interno - il cursore acquista velocità.
- Nero con contorno blu e puntini bianchi all'interno - il cursore si dota una barriera lampeggiante che lo protegge per una volta dallo scontro con i teschi.
- Nero con contorno rosso e il segno "-" di color bianco al suo interno - immobilizza il gremlin e i teschi per alcuni secondi.
- Rosa con contorno viola e puntino bianco al suo interno - viene regalata una vita supplementare extra.
- Nero con contorno verde e lettera oro W al suo interno - fa apparire una piccola finestra di legno che permette al cursore di passare di colpo al livello successivo, come se vi ci fosse teletrasportato. Compare solo dal quinto in poi.

Gli effetti dei cuoricini non possono coesistere: di volta in volta vale solo l'effetto dell'ultimo dei cuori presi. Solo la velocità si può sommare, se si toccano di seguito due di quel tipo. Al contrario dei teschi, che una volta generati restano definitivamente in circolazione, le lettere e i cuoricini spariscono dallo schermo se non vengono toccati entro una certa quantità di tempo. Inoltre, al contrario di ciò che succede per i teschi e i cuoricini, coi quali il cursore può interagire solo se arriva a sovrapporsi a loro, le lettere possono venire toccate persino durante il tracciamento di una nuova linea.

### Livelli
In totale ci sono sedici livelli ("Round") e ognuno nasconde una propria immagine. Ogni immagine ha un nome, che a sua volta si cela in una targhetta.
| Livello | Colore sfondo | Nome immagine                                               | Punti bonus |
| ------- | ------------- | ----------------------------------------------------------- | ----------- |
| 1       | Blu           | CASTLE (un castello)                                        | 60.000      |
| 2       | Verde         | THUNDER (fulmini su un castello)                            | 70.000      |
| 3       | Rosso         | ROCKMAN (una testa scolpita nella roccia)                   | 70.000      |
| 4       | Verde         | DRAGON (un drago verde)                                     | 60.000      |
| 5       | Azzurro       | FANFARE (un re che esce dal suo castello)                   | 70.000      |
| 6       | Blu           | PLANET (un pianeta celeste)                                 | 60.000      |
| 7       | Verde         | GERDEN (un diavoletto che cammina nella neve)               | 60.000      |
| 8       | Rosso         | JUNGLE (gli animali di una giungla)                         | 60.000      |
| 9       | Verde         | TOYBOX (un baule pieno di giocattoli)                       | 60.000      |
| 10      | Azzurro       | FOUNTAIN (la fontana di un castello)                        | 80.000      |
| 11      | Blu           | MERMAID (una sirena in una vasca)                           | 70.000      |
| 12      | Verde         | CARP (un pesce carpa)                                       | 40.000      |
| 13      | Rosso         | FLOWER (un castello rosa in un enorme fiore rosso)          | 60.000      |
| 14      | Verde         | TENGU (una creatura giapponese a cui si allunga il naso)    | 50.000      |
| 15      | Azzurro       | ROCKET (il lancio di un missile)                            | 60.000      |
| 16      | Blu           | REDCATS (un'auto rossa con una ragazza bionda e nove gatti) | 70.000      |

A causa di un bug il nome dell'undicesimo livello non può essere completato: la vocale "E" non viene riconosciuta come parte della parola, per cui l'unico modo per superare tale livello è coprire almeno il 75% dell'area. Quando invece si completa il sedicesimo e ultimo livello, i nove gatti ballano e al tempo stesso tramite una nuvoletta dicono: "WE CAN NOT FIGHT ANY MORE. BUT WE ARE NOT LOSE YET. WE NEVER LOSE NEXT", dopodiché Super Qix ricomincia daccapo.

## Accoglienza
In Giappone, la rivista Game Machine elencò Super Qix nel numero del 1º maggio 1987 come la settima unità arcade di maggior successo del mese.